# أيمن شيخاني
أيمن داوود شيخاني مخرج ومنتج سوري، حائز على درجة الماجستير في الهندسة المعمارية، تحول إلى مهنة الإخراج بعد التحاقه بدورة تدريبية في استوديوهات يونيفرسال الأمريكية.
يشغل منصب المدير العام للشركة التي أسسها والده الكاتب والمنتج الراحل داوود شيخاني واسمها شيخاني للإنتاج المرئي، ومركزها بين دمشق ودبي. أخرج العديد من الأعمال الدرامية لصالح شركته الخاصة، ولشركات ومحطات فضائية مختلفة، وحاز على العديد من الجوائز العربية والعالمية إنتاجيًا وإخراجيًا.
من أشهر أعمال أيمن شيخاني السلسلة الموجهة لليافعين "كان ياما كان" وهو العمل العربي الأول الذي سُوِّق عالمياً بعد أن حاز على الترتيب الثاني عالمياً في مهرجان (Prix Jeunesse) ميونخ - ألمانيا وذلك من بين 93 دولة مشاركة، ودعي لاحقًا لتحكيم الأعمال المشاركة به، كما حاز العمل على العديد من الجوائز العربية والعالمية.

## الحياة المهنية
نال شهادة البكالوريوس في الهندسة المعمارية من جامعة بيروت العربية – لبنان، بمعدّل جيد جداً حيث تخرج الأول على الدفعة، ثم حصل على درجة الماجستير بفلسفة الهندسة المعمارية من جامعة دمشق، وقام بتدريس السنة الرابعة لمادة التصميم المعماري في كلية الهندسة المعمارية في نفس الفترة، وقام بالعديد من الأعمال الهندسية في بيروت ودمشق.
عمل في شركة شيخاني للإنتاج المرئي (Sheikhani for Creative Vision)، والمؤسَّسة في اليونان من قِبل والده الكاتب والمنتج داوود شيخاني والتي تعتبر أول شركة إنتاج تلفزيوني خاص في سوريا، حيث أنتجت الشركة العديد من الأعمال الفنية العربية والأجنبية هناك، كان له فيها أدوار متعددة بدءاً من مساعد مهندس ديكور وانتهاءً بإدارة الإنتاج، ومن ثم الإخراج، ثم استلم إدارة الشركة كاملة حيث عمل كمنتج منفذ لأعمال الشركة حين انتقلت إلى دمشق.
بالإضافة لمسؤولية إدارة الشركة قام بأولى أعماله الإخراجية في عام 1996، بعد دورة تدريبية في الإخراج السنيمائي وتقنيات الخدع البصرية في استوديوهات يونيفرسال في لوس أنجلوس – أمريكا، حيث تابع إنتاج وإخراج سلسلة كان يا ما كان آنفة الذكر.
منذ ذلك الوقت تفرّغ تقريباً للإخراج التلفزيوني لصالح شركته ولشركات الإنتاج ومحطات التلفزة العربية، حيث كان له العديد من الأعمال الدرامية المعروفة على مستوى العالم العربي.

## الجوائز وشهادات التقدير
- اتحاد إذاعات الدول العربية - درع تكريم
- الهيئة العامة للإذاعة والتلفزيون - جائزة تكريم
- مهرجان القاهرة للإذاعة والتلفزيون 1996 - شهادة تقدير + برونزية مسابقة الإنتاج التلفزيوني
- مسابقة جائزة الشباب الدولية لعام 1996 (ميونخ - المانيا) - جائزة ثاني أفضل برنامج في فئة الخيال
- مهرجان القاهرة الدولي التاسع لسينما الأطفال 1999 - القاهرة الذهبية
- نقابة الفنانين السوريين 1999 - براءة تقدير (كان ياما كان)
- جائزة الدراما السورية 2000 - الأورنينا الذهبية
- وزارة الإعلام - الحفل التكريمي للدراما التلفزيونية السورية 2002 - شهادة تقدير (عرسان آخر زمن)
- نقابة الفنانين السوريين 2003- براءة تقدير (عرسان آخر زمن)

## أهم الأعمال
| اسم العمل          | النوع                        | دوره              | السنة |
| ------------------ | ---------------------------- | ----------------- | ----- |
| نهاية اللعبة       | اجتماعي بوليسي               | منتج منفذ         | 1990  |
| كان ياما كان ج1    | فانتازيا                     | منتج منفذ         | 1992  |
| كان ياما كان ج2    | فانتازيا                     | إخراج + منتج منفذ | 1995  |
| طرائف العرب        | تاريخي                       | إخراج + منتج منفذ | 1998  |
| قرية الأطفال       | مغامرات                      | إخراج             | 1997  |
| البصيره            | اجتماعي خليجي                | إخراج             | 1997  |
| كان ياما كان ج3    | فانتازيا                     | إخراج + منتج منفذ | 2000  |
| كان ياما كان ج4    | فانتازيا                     | إخراج + منتج منفذ | 2001  |
| عرسان آخر زمان     | اجتماعي                      | إخراج             | 2003  |
| غشمشم ج1           | كوميدي خليجي                 | إخراج             | 2006  |
| غشمشم ج2           | كوميدي خليجي                 | إخراج             | 2007  |
| الساكنات في قلوبنا | اجتماعي خليجي                | إخراج 25 حلقة     | 2007  |
| بيني وبينك ج2      | كوميدي خليجي                 | إخراج             | 2008  |
| هوامير الصحراء ج1  | اجتماعي خليجي                | إخراج             | 2009  |
| هوامير الصحراء ج2  | اجتماعي خليجي                | إخراج             | 2010  |
| هوامير الصحراء ج3  | اجتماعي خليجي                | إخراج             | 2011  |
| جرذان الصحراء      | اجتماعي خليجي                | إخراج             | 2014  |
| ميهرالي            | فيلم سينمائي تركي عربي مشترك | إخراج + إشراف     | 2005  |
| القصر              | اجتماعي خليجي                | إخراج             | 2017  |
| جزيرة الكنز        | منوع أطفال                   | إخراج             | 1997  |

| اسم العمل              | النوع         | دوره                      | السنة |
| ---------------------- | ------------- | ------------------------- | ----- |
| أخوة وأخوات            | وثائقي يوناني | منتج منفذ                 |       |
| طبق رمضان              | منوع          | إخراج + منتج منفذ         | 1996  |
| قصة مكان               | وثائقي        | منتج منفذ                 | 1995  |
| رحلة الإسكندر المقدوني | وثائقي        | إخراج + إشراف على الإنتاج | 1996  |
| قصص من الشعوب          | وثائقي        | إنتاج وإخراج              |       |
| الشيخ الأكبر           | وثائقي        | منتج منفذ                 | 2005  |
| لقاء عائلي             | منوع يوناني   | منتج منفذ                 |       |
| صحتك                   | طبي           | إخراج + منتج منفذ         | 2004  |